# Пятиречье (станция)
Пятиречье  — ныне не существующая железнодорожная станция Сахалинского региона Дальневосточной железной дороги. Названа по названию населённого пункта, в котором была расположена. В составе имела 2 железнодорожных моста и 1 тоннель.

## История
Станция открыта в 1926 году в составе пускового участка (Тойохара) Южно-Сахалинск — (Тэй) Холмск-Сортировочный под названием Осака. В 1946 году после перехода станции под контроль СССР станция получила современное название.
В 1994 году закрыта вместе с участком Николайчук — Новодеревенская, пути демонтированы к 1998 году.